# La Chapelle du Lou du Lac
La Chapelle du Lou du Lac est, depuis le 1er janvier 2016, une commune nouvelle située dans le département d'Ille-et-Vilaine en région Bretagne, issue de la fusion des communes de La Chapelle-du-Lou et Le Lou-du-Lac.

## Géographie

### Communes limitrophes
|                       | Landujan Irodouër         |       |
| Montauban-de-Bretagne | La Chapelle du Lou du Lac |       |
|                       |                           | Bédée |

### Hydrographie
Pour un article plus général, voir Réseau hydrographique d'Ille-et-Vilaine.
La commune est située dans le bassin Loire-Bretagne. Elle est drainée par le ruisseau du Moulin du lou, le ruisseau du Bignon,,.

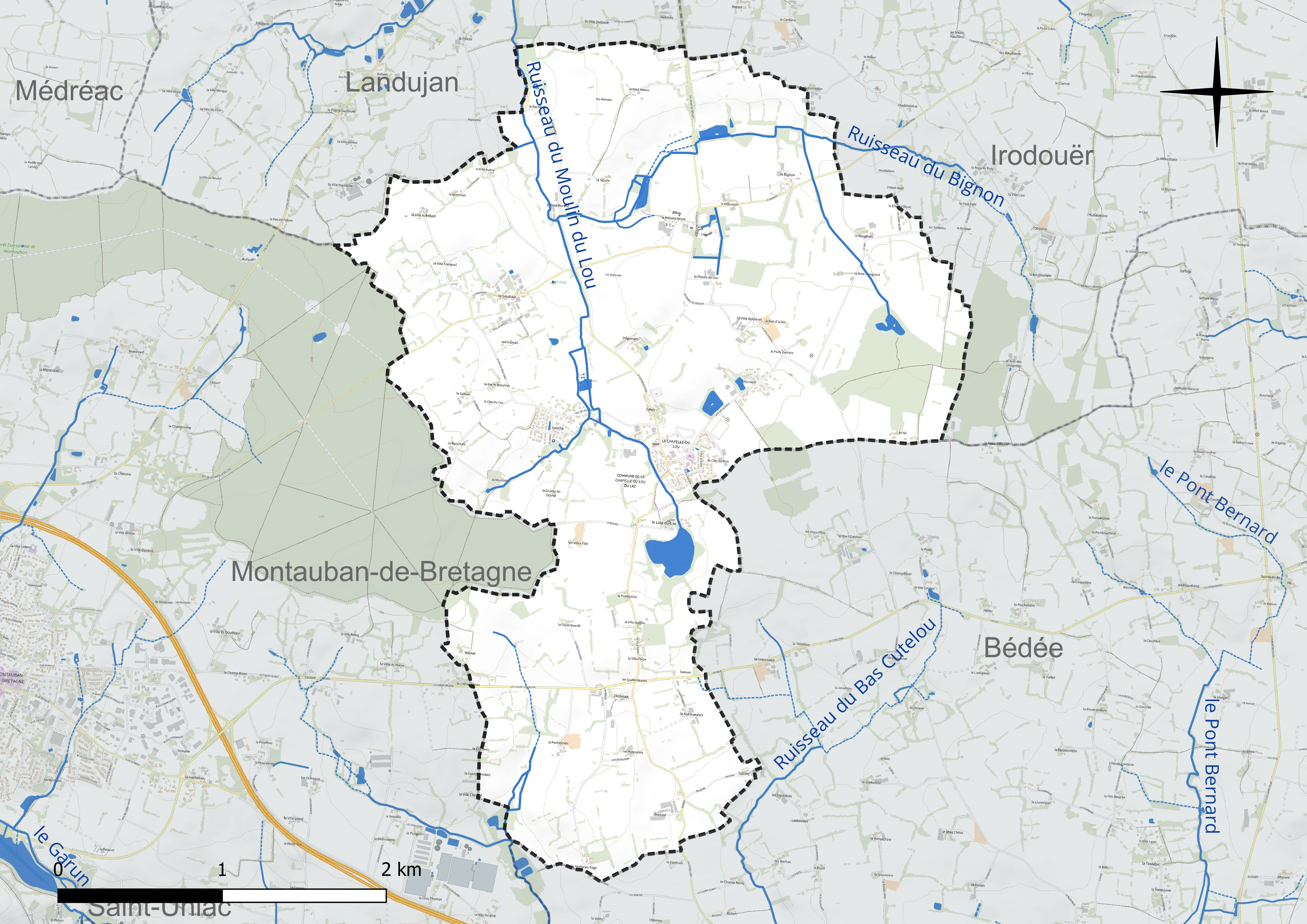
Réseau hydrographique de la La Chapelle du Lou du Lac.

### Climat
Pour des articles plus généraux, voir Climat de la Bretagne et Climat d'Ille-et-Vilaine.
En 2010, le climat de la commune est de type climat océanique franc, selon une étude du CNRS s'appuyant sur une série de données couvrant la période 1971-2000. En 2020, Météo-France publie une typologie des climats de la France métropolitaine dans laquelle la commune est exposée à un climat océanique et est dans la région climatique Bretagne orientale et méridionale, Pays nantais, Vendée, caractérisée par une faible pluviométrie en été et une bonne insolation. Parallèlement l'observatoire de l'environnement en Bretagne publie en 2020 un zonage climatique de la région Bretagne, s'appuyant sur des données de Météo-France de 2009. La commune est, selon ce zonage, dans la zone « Intérieur Est », avec des hivers frais, des étés chauds et des pluies modérées.
Pour la période 1971-2000, la température annuelle moyenne est de 11,4 °C, avec une amplitude thermique annuelle de 12,4 °C. Le cumul annuel moyen de précipitations est de 765 mm, avec 13,4 jours de précipitations en janvier et 6,8 jours en juillet. Pour la période 1991-2020, la température moyenne annuelle observée sur la station météorologique la plus proche, située sur la commune du Quiou à 16 km à vol d'oiseau, est de 11,6 °C et le cumul annuel moyen de précipitations est de 757,4 mm,. Pour l'avenir, les paramètres climatiques de la commune estimés pour 2050 selon différents scénarios d'émission de gaz à effet de serre sont consultables sur un site dédié publié par Météo-France en novembre 2022.

## Urbanisme

### Typologie
Au 1er janvier 2024, La Chapelle du Lou du Lac est catégorisée commune rurale à habitat dispersé, selon la nouvelle grille communale de densité à sept niveaux définie par l'Insee en 2022.
Elle est située hors unité urbaine. Par ailleurs la commune fait partie de l'aire d'attraction de Rennes, dont elle est une commune de la couronne,. Cette aire, qui regroupe 183 communes, est catégorisée dans les aires de 700 000 habitants ou plus (hors Paris),.

## Toponymie
Le nom de la localité est attesté sous la forme La Chapelle dou Lou en 1314.
Lou est issu du vieux breton louch (« lac »), d'où une traduction de « lac du lac ».[réf. nécessaire]

## Histoire
La commune a été créée le 1er janvier 2016 par la fusion de deux communes, sous le régime juridique des communes nouvelles instauré par la loi no 2010-1563 du 16 décembre 2010 de réforme des collectivités territoriales par l'arrêté no 2015-18262 du 23 septembre 2015

## Politique et administration

### Administration municipale
En attendant les élections municipales de 2020, le conseil municipal est composé des conseillers des deux anciennes communes.
| Période        | Période                   | Identité        | Étiquette | Qualité         |
| -------------- | ------------------------- | --------------- | --------- | --------------- |
| 4 janvier 2016 | En cours (au 30 mai 2020) | Patrick Herviou |           | Chargé d'études |

### Communes déléguées
| Nom                        | Code Insee | Intercommunalité           | Superficie (km2) | Population (dernière pop. légale) | Densité (hab./km2) |
| -------------------------- | ---------- | -------------------------- | ---------------- | --------------------------------- | ------------------ |
| La Chapelle-du-Lou (siège) | 35060      | CC de Saint-Méen Montauban | 7,28             | 843 (2013)                        | 116                |
| Le Lou-du-Lac              | 35158      | CC de Saint-Méen Montauban | 3,18             | 99 (2013)                         | 31                 |

## Population et société

### Démographie
L'évolution du nombre d'habitants est connue à travers les recensements de la population effectués dans la commune depuis sa création.

En 2022, la commune comptait 1 037 habitants, en évolution de +3,7 % par rapport à 2016 (Ille-et-Vilaine : +5,46 %, France hors Mayotte : +2,11 %).
| 2018  | 2022  |
| ----- | ----- |
| 1 005 | 1 037 |

## Culture locale et patrimoine

### Lieux et monuments

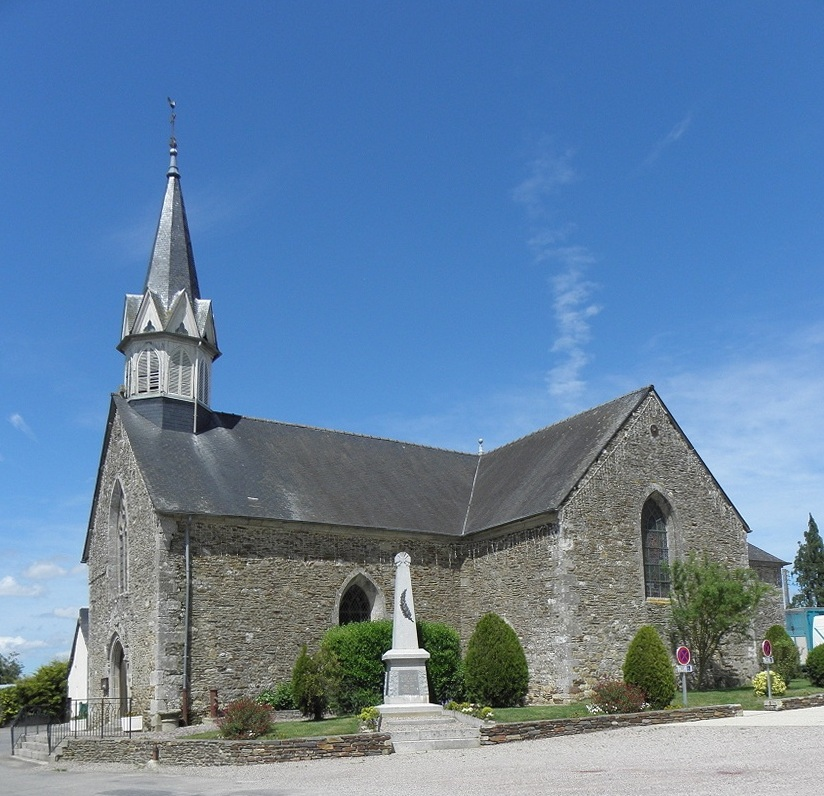
L'église Sainte-Catherine de La Chapelle-du-Lou.
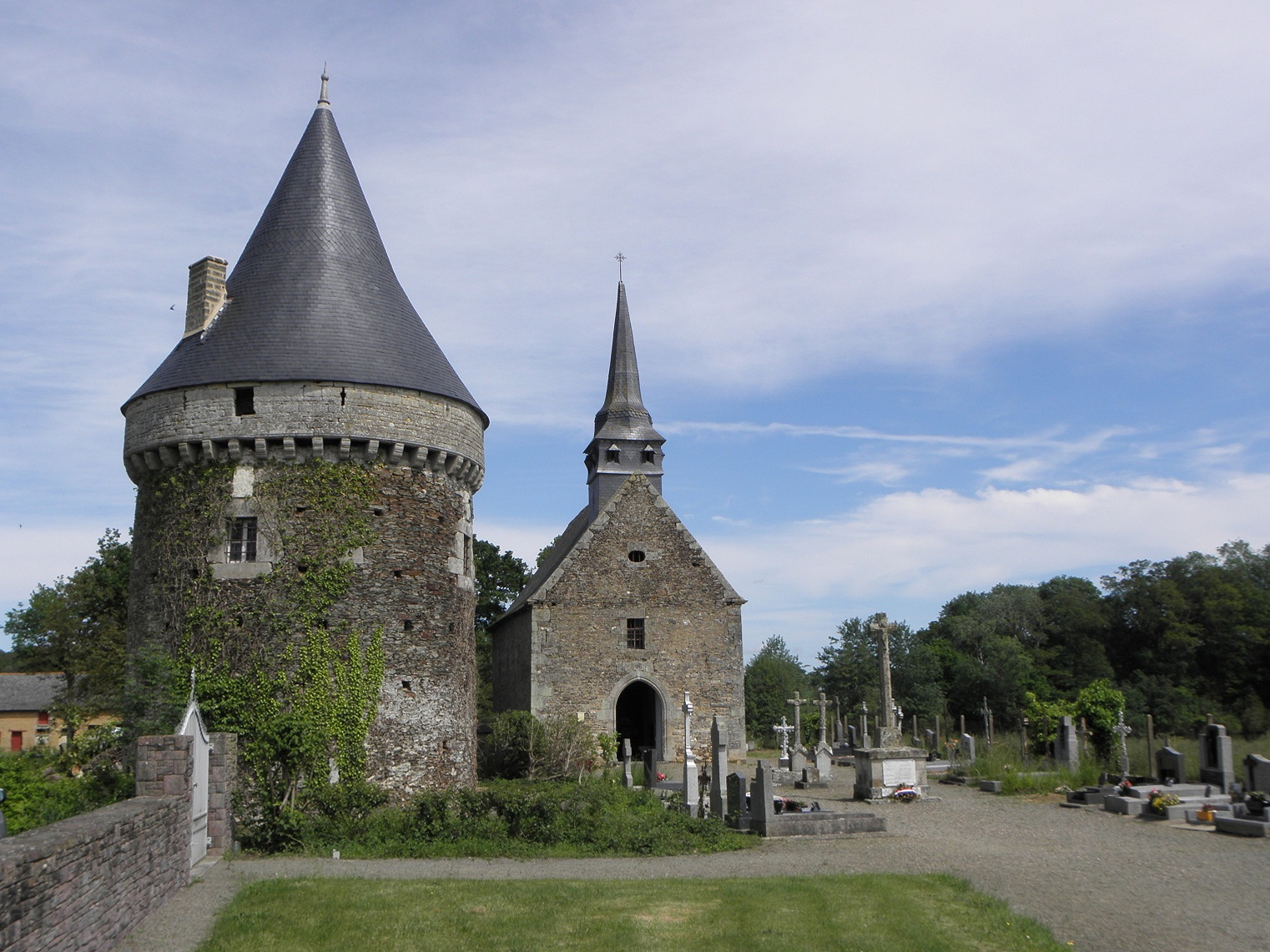
L'église Saint-Loup du Lou-du-Lac.

- L'église Sainte-Catherine de La Chapelle-du-Lou.
- L'église Saint-Loup du Lou-du-Lac, édifiée pour partie au XIe siècle et remaniée au XVIe siècle et au XVIIe siècle. Il s'agit à l'origine de la chapelle du château du Lou. Elle est entourée de son cimetière. Elle a été inscrite par arrêté du 11 mai 2009[19],[20],[21]. L'église contient deux objets classés au titre des monuments historiques : un lot de dix tableaux[22] et deux draps mortuaires[23].